# Deborah Birx
Deborah Leah Birx (Pennsylvania, 4 april 1956) is een Amerikaanse arts en diplomate, gespecialiseerd in hiv/aids-immunologie, vaccinonderzoek en wereldwijd gezondheidsbeleid.
Na vanaf 2014 te hebben gediend als Amerikaans mondiaal aids-coördinator voor de presidenten Barack Obama en Donald Trump, fungeerde zij van 2020 tot 2021 als coördinator van de Coronavirus Task Force.
Eerder fungeerde zij van 2014 tot 2020 als ambassadeur in algemene dienst en wereldwijd aids-coördinator van de VS, waar zij verantwoordelijk was voor het presidentieel noodplan voor aids-bestrijding (PEPFAR) in 65 landen, die het programma voor bestrijding en het voorkomen van hiv/aids steunen.

## Afkomst en opleiding
Birx werd geboren in Pennsylvania. Zij is een dochter van Donald Birx, elektriciteits-ingenieur, en Adele Sparks Birx, instructrice verpleegkunde. Haar overleden broer Danny was een wetenschapper en haar oudere broer Don Birx is president van de Plymouth State University in Plymouth (Pennsylvania).
Haar familie woonde in haar jeugd in Lancaster County (Pennsylvania), waar zij de Lampeter-Strasburg High School doorliep. De broers en zussen maakten in hun jeugd gebruik van een schuur achter het woonhuis, die als geïmproviseerde laboratorium diende voor het beoefenen van astronomie, geologie, biologie, en in één geval als zelfgemaakte satelliet-schotelantenne, gemonteerd op rolschaatsen. Birx won tijdens haar middelbareschooltijd diverse prijzen in wetenschappelijke competities. Volgens haar broer stimuleerde die ervaring haar om voor een wetenschappelijke loopbaan te kiezen. In 1976 behaalde zij een bachelorgraad in chemie aan Houghton College en in 1980 een mastergraad aan het Hershey Medical Center van de Pennsylvania State University.

## Carrière
Van 1980 tot 1998 diende Birx als dienstdoend reserve-officier in het Amerikaanse leger, waar ze de rang van kolonel bereikte. Van 1980 tot 1989 was ze werkzaam als arts in het Walter Reed Army Medical Center aan de oostkust van de VS. In 1981 voltooide zij een stage van een jaar en studeerde zij twee jaar interne geneeskunde. Van 1983 tot 1986 benutte zij twee studiebeurzen voor klinische immunologie op het gebied van allergieën en diagnoses, waar zij werkte in het laboratorium, geleid door dokter Anthony Fauci. Van 1985 tot 1989 was Birx assistent-hoofd van het Walter Reed Allergy/Immunology Service.
Birx begon haar loopbaan als klinisch immunoloog door zich uiteindelijk te wijden aan het onderzoek naar een vaccin tegen hiv/aids. Van 1986 tot 1989 werkte ze bij het National Institutes of Health als een onderzoeker, dat zich specialiseert in cellulaire immunologie. Birx keerde terug naar de onderzoeksafdeling van het Walter Reed Army Institute, waar zij van 1989 tot 1995 werkte op de afdeling retroviraal onderzoek, aanvankelijk als assistent-hoofd en daarna als hoofd van deze divisie. Een jaar lang was zij hoofd van het laboratorium voor de ontwikkeling van het HIV-1-vaccin. Hierna werd ze directeur van het United States Military HIV Research Program van het Walter Reed Army Institute of Research, een positie die zij negen jaar, van 1996 tot 2005, bekleedde. In deze functie leidde ze het klinisch testen van het HIV RV 144-vaccin. Het eerste bewijs van we dat er één te maken is dat de infectie met hiv effectief vermindert. Van 2005 tot 2014 fungeerde Birx als directeur van het Centrum voor Behandeling en Preventie van hiv/aids (DGHA) op wereldschaal, onderdeel van het Agentschap voor Mondiale Gezondheid.

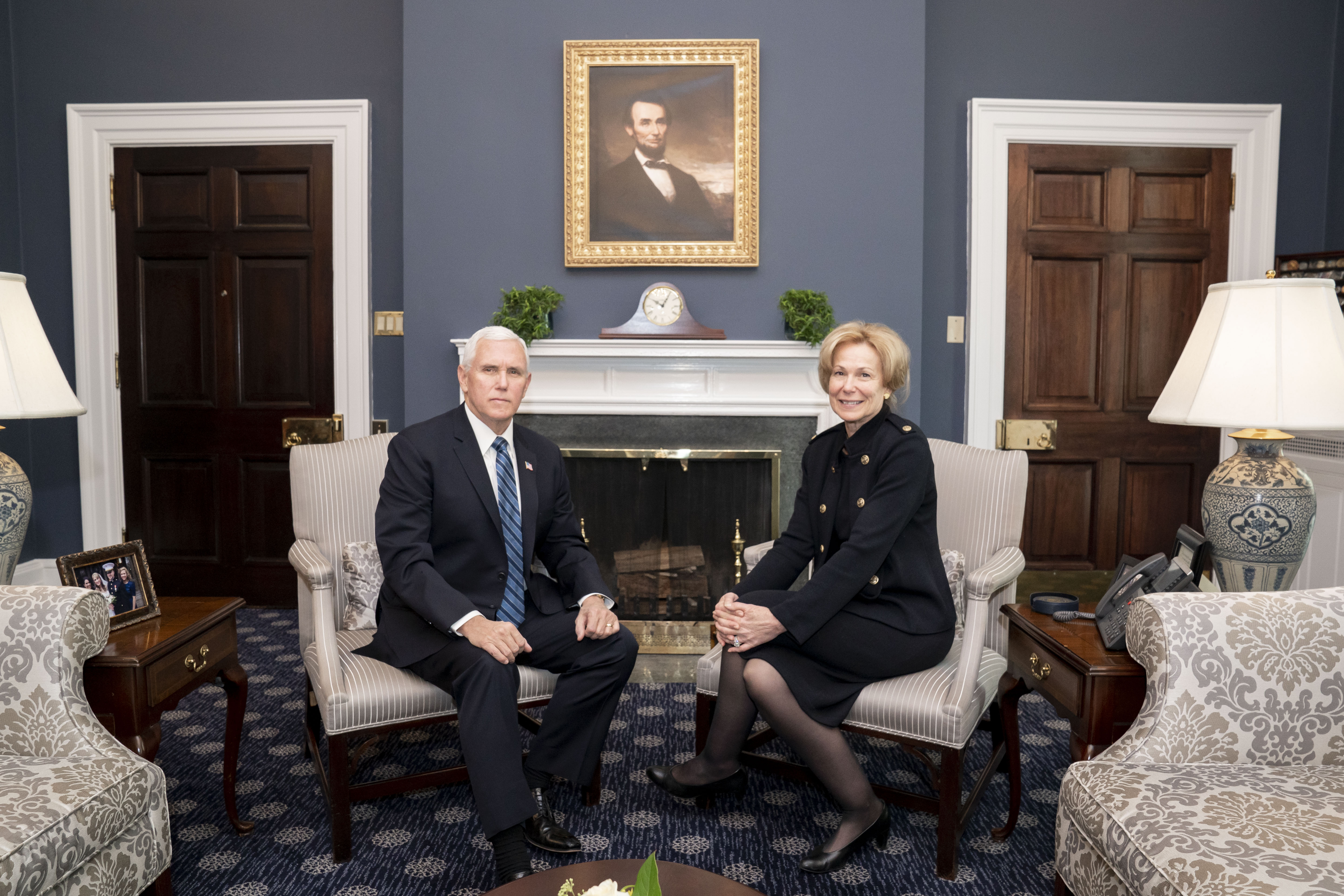
Birx met vicepresident Mike Pence in maart 2020

## Presidentieel noodplan voor aids-bestrijding
In januari 2014 benoemde president Obama Birx tot algemeen ambassadeur en mondiaal Amerikaans aids-coördinator, als onderdeel van het programma Presidentieel Noodplan ter bestrijding van aids (PEPFAR). Birx werd als zodanig na hoofdelijke stemming door de Senaat geïnstalleerd op 2 april 2014, waarna zij twee dagen later werd ingezworen.
Zij beschreef haar rol van ambassadeur als helper om de door president Obama in 2015 gestelde doelstellingen voor behandeling en preventie van de aids-epidemie tegen 2030 te bereiken. Haar rol spitste zich toe tot de terreinen van hiv/aids-immunologie, vaccinonderzoek en de mondiale gezondheids-aangelegenheden rond hiv/aids. Als onderdeel van haar werk aan hiv-preventie, ontwierp Birx het programma DREAMS (Determined, Resilient, Empowered, AIDS-free, Mentored and Safe), een publiek-private vennootschap, die zich richt op het reduceren van de infecties onder adolescenten.

## White House Coronavirus Task Force
Op 27 februari 2020 stelde vicepresident Mike Pence Birx aan in de functie van Witte Huis-coördinator voor de bestrijding van de coronavirus-pandemie. Als onderdeel van deze rol rapporteerde Birx aan Pence als voorzitter van de White House Coronavirus Task Force. Pence noemde haar "zijn rechterarm" in de taskforce. In deze rol kwam zij voortdurend prominent in beeld als medisch specialist naast de topmedicus Anthony Fauci. In tv-communiqués interpreteerde Birx data over het virus, drong ze er bij het publiek op aan "social distancing" in acht te nemen en probeerde zij zoveel mogelijk te vermijden president Trump publiekelijk tegen te spreken, die vaak niet wetenschappelijk gefundeerde uitlatingen deed.
Op 26 maart 2020 probeerde Birx de Amerikanen er in een persconferentie van te overtuigen dat "er uitgerekend nu in de VS niet een situatie is die niet garandeert dat er sprake van is van voldoende ventilators (beademingsapparatuur) en/of ic-ziekenhuisbedden (...) Ondanks dat u mogelijk verwacht dat er zo nodig voldoende ziekenhuisbedden zijn, moet ik u zeggen dat dat niet geval is. Ook met beademingsapparatuur is dat het geval. Die zijn er ook niet. We kunnen dat domweg bevestigen.
Birx leidde het ontwikkelen van een plan tot heropeningen, door Trump gepresenteerd op 16 april 2020 met per staat gekozen eigen regels voor het beëindigen van de coronavirus-lockdowns. Tijdens de heropeningen waarschuwde Birx individuen voorzorgsmaatregelen tegen het virus te treffen, en verzette zij zich tegen sommige professionele activiteiten zoals knipbeurten. "U moet 'social distancing' in acht blijven nemen", zei ze op 3 mei 2020.
Critici beschuldigden Birx ervan dat zij de gevaren van het virus bagatelliseerde en tekorten aan medische hulpmiddelen verbloemde. Zij was de voornaamste Witte Huis-spreekbuis die in april het idee verspreidde dat de Covid-19-infecties hadden gepiekt en dat het virus snel zou verdwijnen, terwijl daarna de infecties juist stegen. Een bestuurslid van het Amerikaanse College van Eerstehulpartsen, Dr. Ryan A. Stanton, verklaarde dat Birx klonk als "de bouwers van de Titanic, die zeiden dat het schip niet kon zinken". Birx werd er ook van beschuldigd haar geloofwaardigheid te vergooien en haar onafhankelijkheid ter discussie te stellen met haar publieke loftuitingen aan president Trump, die volgens velen de bestrijding van het coronavirus verknoeide. Een bizar voorbeeld hiervan was zijn suggestie tijdens een persconferentie eind april, dat een agressief bleekmiddel een adequaat geneesmiddel was tegen het virus, waarna hij Birx het woord ontnam toen deze weigerde dit te bevestigen.
Medio juli 2020 leek president Trump wegens de voor hem ongunstige peilingen voor de naderende presidentsverkiezing voor een constructieve beleidslijn te kiezen. Voor het eerst beaamde hij de waarde van het dragen van een mondkapje, sterker nog, hij verscheen zelfs voor de camera's met een zwart mondkapje. Voorspellingen dat hij niet de discipline zou opbrengen om dit vol te houden werden na een week bewaarheid. Veertien dagen later haalde Birx zich de woede van Trump op de hals door in een persconferentie bekend te maken dat het virus nog lang niet was bedwongen en dat het zich ook in de rurale delen van de VS steeds heviger verspreidt.

## Lidmaatschappen
- Birx is bestuurslid van het Global Fund to Fight AIDS, Tuberculosis and Malaria.

## Onderscheidingen
- 1989: Amerikaans ministerie van Defensie, "Legion of Merit"
- 1991: Amerikaans ministerie van Defensie, "Meritorious Service Medal".
- 2008: Federal Executive Board, "Outstanding Manager".
- 2011: Afrikaanse Maatschappij voor Microbiologische Geneeskunde, "ASLM Lifetime Achievement Award".
- 2014: Centra voor Ziektebestrijding en -preventie (CDC), "Medal of Excellence".
- 2019: Raad voor Buitenlandse Betrekkingen (IRC), "Distinguished Service Award for International Statesmanship".

## Privé
Birx woont met haar ouders, echtgenoot en het gezin van een van haar dochters samen in één huis.

## Trivia
- Tijdens de regelmatige Witte Huis-persconferenties met de corona-taskforce trok dokter Birx veel aandacht van de media en het publiek door de veelkleurige sjaaltjes die ze placht te dragen. Het leidde tot de oprichting van een fanclub met een account op Instagram.[7]

- Gemeinsame Normdatei: 1276045395
- International Standard Name Identifier: 0000 0004 4008 9660
- Library of Congress Control Number: n2014189648
- Semantic Scholar: 5730556
- Virtual International Authority File: 311463731
- WorldCat: E39PBJwHjkjM8XHMCBkR8mymVC